# Eopirga heptasticta
Eopirga heptasticta är en fjärilsart som beskrevs av Paul Mabille 1878. Eopirga heptasticta ingår i släktet Eopirga och familjen tofsspinnare. Inga underarter finns listade i Catalogue of Life.